# 347-й винищувальний авіаційний полк (СРСР)
347-й винищувальний авіаційний полк (рос. 347-й истребительный авиационный полк) — полк за часів Другої світової війни у складі ВПС СРСР.

## Історія
Полк сформовано влітку 1941 року в Закавказькому військовому окрузі на аеродромі Зугдіді на базі 133-го винищувального авіаційного полку.
Бойові дії почав 9 грудня 1941 року в складі ВПС Кримського фронту.
Розформований у серпні 1960.

## Бойова діяльність полку у часи Другої Світової війни
| Період                  | Бойові вильоти | Втрати (літаки / пілоти) |
| ----------------------- | -------------- | ------------------------ |
| 24.08.1941 — 15.09.1941 | 270            | -/-                      |
| 09.12.1941 — 18.05.1942 | 3432           | 19/9                     |
| 18.05.1942 — 18.08.1942 | 186            | 4/2                      |
| 03.05.1943 — 30.01.1944 | 1356           | 32/19                    |
| 15.07.1944 — 01.06.1945 | 2448           | 19/12                    |
| Разом                   | 7692           | 74/42                    |

## Командири полку
| Дата                    | Командир                              |
| ----------------------- | ------------------------------------- |
| 25.07.1941 — 03.1942    | капітан Кравченко Анатолій Степанович |
| 04.1942 — 06.07.1943    | майор Плотніков Володимир Михайлович  |
| 06.07.1943 — 31.12.1945 | капітан Данкевич Павло Борисович      |

## Матеріальна частина полку
| Дата              | Тип літака |
| ----------------- | ---------- |
| 07.1941 — 01.1943 | І-153      |
| 01.1943 — 02.1944 | Як-9       |
| 02.1944 — 09.1944 | Як-9Т      |
| 02.1944 — 09.1944 | Як-9Д      |
| 09.1944 — 03.1948 | Як-9У      |
| 03.1948 — 05.1949 | Як-9П      |
| 05.1949 — 05.1953 | МіГ-15     |
| 05.1953 — 08.1960 | МіГ-17     |